# John Meehan (Geistlicher)
John Meehan, auch Giovanni Meehan, CSSp (* 10. April 1873 in Irland; † 15. September 1954) war ein irischer römisch-katholischer Geistlicher in Bathurst (heute Banjul) in Gambia.

## Leben
Der irische Pater Meehan traf 1905 aus Dakar (Senegal) in Bathurst in der damals britischen Kolonie Britisch-Gambia ein und leitete dort die Mission, die als Mission sui juris am 16. Oktober 1931 von Dakar losgelöst wurde. Aus der Mission wurde später das Bistum Banjul. Meehan starb 1954, sein Nachfolger wurde Matteo Farrelly.